# Copa Asobal 1997
La VIII edición de la Copa Asobal se celebró entre el 27 y el 28 de diciembre de 1997, en Palacio Municipal de Deportes de León.
En ella participarán el FC Barcelona, el Prosesa Ademar León, el BM Caja Cantabria Santander y el Elgorriaga Bidasoa.
El vencedor tiene como premio la participación en la Copa IHF de la próxima temporada.

## Eliminatorias
|  | Semifinales              | Semifinales              | Semifinales              |                          |                     | Final               | Final | Final |  |
|  |                          |                          |                          |                          |                     |                     |       |       |  |
|  |                          |                          |                          |                          |                     |                     |       |       |  |
|  | Prosesa Ademar León      | Prosesa Ademar León      | 27                       |                          |                     |                     |       |       |  |
|  | Prosesa Ademar León      | Prosesa Ademar León      | 27                       |                          |                     |                     |       |       |  |
|  | Portland San Antonio     | Portland San Antonio     | 26                       |                          |                     |                     |       |       |  |
|  | Portland San Antonio     | Portland San Antonio     | 26                       |                          | Prosesa Ademar León | Prosesa Ademar León | 24    |       |  |
|  |                          |                          |                          |                          | Prosesa Ademar León | Prosesa Ademar León | 24    |       |  |
|  |                          |                          | Caja Cantabria Santander | Caja Cantabria Santander | 26                  |                     |       |       |  |
|  | FC Barcelona             | FC Barcelona             | Caja Cantabria Santander | Caja Cantabria Santander | 26                  | 27                  |       |       |  |
|  | FC Barcelona             | FC Barcelona             |                          |                          |                     | 27                  |       |       |  |
|  | Caja Cantabria Santander | Caja Cantabria Santander | 33                       |                          |                     |                     |       |       |  |
|  | Caja Cantabria Santander | Caja Cantabria Santander | 33                       |                          |                     |                     |       |       |  |
|  |                          |                          |                          |                          |                     |                     |       |       |  |

### Semifinales

#### Prosesa Ademar León[1]- Portland San Antonio
| 27 de diciembre de 1997 | Prosesa Ademar León | 27:26 (25:25) (13:10) | Portland San Antonio | Palacio Municipal de Deportes de León, León                                   |                                                                               |
|                         | Lozano 7            |                       | villaldea 11         | Asistencia: 5.000 espectadores Árbitro(s): Muro (España) y R. Murcia (España) | Asistencia: 5.000 espectadores Árbitro(s): Muro (España) y R. Murcia (España) |

#### FC Barcelona[2]- Caja Cantabria Santander
| 27 de diciembre de 1997 | FC Barcelona | 27:33 (12:8) | Caja Cantabria Santander | Palacio Municipal de Deportes de León, León                                 |                                                                             |
|                         | Soler 5      |              | Ortega 11                | Asistencia: 4.000 espectadores Árbitro(s): Amigó (España) y Costas (España) | Asistencia: 4.000 espectadores Árbitro(s): Amigó (España) y Costas (España) |

### Final[3]

#### Prosesa Ademar León - Caja Cantabria Santander
| 28 de diciembre de 1997 | Prosesa Ademar León | 24:26 (10:14) | Caja Cantabria Santander | Palacio Municipal de Deportes de León, León                                  |                                                                              |
|                         | Lozano 10           |               | Jakimovic 8              | Asistencia: 5.000 espectadores Árbitro(s): Gallego (España) y Lamas (España) | Asistencia: 5.000 espectadores Árbitro(s): Gallego (España) y Lamas (España) |

| Cantabria                                   |
| Campeón Caja Cantabria Santander 4.º título |